# Cornelius Essex
Pour les articles homonymes, voir Essex.
Cornelius Essex, mort en 1679-1680, est un boucanier et pirate.
Il est surtout connu pour sa participation au sac de Puerto Bello.

## Biographie
En août 1679, Essex fait partie d'un groupe de pirates qui attaquent les commerçants espagnols dans le golfe du Honduras, pillant l'indigo et d'autres marchandises. Son navire, le Great Dolphin, est capturé après avoir attaqué une ferme anglaise en Jamaïque. Essex est jugé avec 20 membres de son équipage. Deux d'entre eux sont condamnés à la pendaison, mais pas Essex. L'Assemblée jamaïcaine supplie le gouverneur « compte tenu des nombreuses déprédations commises par les pirates et les corsaires, de prendre des mesures rapides et efficaces pour y mettre fin. »
Essex navigue jusqu'à Port Morant, en Jamaïque, en décembre 1679, pour rejoindre John Coxon, Bartholomew Sharp, Robert Allison et Thomas Magott dans la planification d'un assaut sur Puerto Bello. En route, le navire d'Essex fuit tellement que son équipage est obligé d'envelopper la coque avec des aussières pour la garder intacte.
Les pirates tentent de justifier l'attaque par des commissions de corsaire mais il s'agit de faux et l'attaque est en fait un acte de piraterie. La flottille se joint aux boucaniers français Jean Rose et Jean Bernanos mais Sharp et Essex ratent le rendez-vous, Essex les rencontrant aux Îles d'Or quelques jours plus tard. Ensemble, ils prennent la ville en février 1680, capturant suffisamment de trésors pour offrir à chaque homme 100 pièces de huit. Les boucaniers se regroupent à Boca del Toro pour préparer un assaut sur Panama, bien qu'Essex ne soit pas mentionnée dans les nombreux récits de l'expédition de Panama.
Certaines sources modernes affirment qu'Essex a été tué lors de l'attaque de Puerto Bello. Cependant, un témoin boucanier a confirmé qu'Essex avait survécu mais avait laissé derrière lui son navire qui fuyait, après quoi il rejoignit probablement Coxon ou l'un des autres capitaines. Il retourne en Jamaïque en 1682 et part bientôt pour New York comme passager à bord d'un sloop lui-même pillé par des pirates.
Sa trace se perd à ce moment-là.